# Ecclesia in Medio Oriente
Ecclesia in Medio Oriente,  è la quarta esortazione apostolica di papa Benedetto XVI.

## Contenuto
In quest'esortazione viene affrontato il tema della Chiesa in Medio Oriente: comunione e testimonianza.
Il testo è composto da 100 paragrafi, dei quali 6 sono nell'introduzione, 30 nella prima parte, 28 nella seconda parte, 28 nella terza parte e 5 nella conclusione:
Indice
- «Ecclesia in Medio Oriente »

1. Prima parte 
- 1.1. Il contesto
- 1.2. La vita cristiana ed ecumenica
- 1.3. Il dialogo interreligioso
- 1.4. Due nuove realtà
- 1.5. I migranti

2. Seconda parte
- 2.1. I Patriarchi
- 2.2 I Vescovi
- 2.3. I presbiteri, i diaconi e i seminaristi
- 2.4. La vita consacrata
- 2.5. Il Pelagianesimo attuale
- 2.6. I laici
- 2.7. La famiglia
- 2.8. I giovani e i bambini

3. Terza parte
- 3.1. La Parola di Dio, anima e fonte della comunione e della testimonianza
- 3.2. La liturgia e la vita sacramentale
- 3.3. La preghiera e i pellegrinaggi
- 3.4. L’evangelizzazione e la carità: missione della Chiesa
- 3.5. La catechesi e la formazione cristiana

4. Conclusione